# Jozef Kovalík
Jozef Kovalík (Bratislava, 4 de novembro de 1992) é um tenista profissional eslovaco, seu melhor ranking de N. 184 em simples pela ATP.